# Sagitta bipunctata
Sagitta bipunctata är en djurart som tillhör fylumet pilmaskar, och som beskrevs av Jean René Constant Quoy och Joseph Paul Gaimard 1828. Sagitta bipunctata ingår i släktet Sagitta och familjen Sagittidae. Inga underarter finns listade i Catalogue of Life.